# Graiguenamanagh
Graiguenamanagh (irisch Gráig na Manach, dt. „Weiler der Mönche“) ist eine Stadt im County Kilkenny in der Republik Irland. Bei der Volkszählung 2022 hatte sie 1506 Einwohner.

## Lage
Graiguenamanagh entstand um Duiske Abbey herum, ein Zisterzienserkloster aus dem Jahr 1204.
Die Stadt liegt am River Barrow, der hier auch die Grenze zum County Carlow auf der östlichen Seite bildet.
Die Regionalstraßen R703 (in westöstlicher Richtung) und R705 (in nordsüdlicher Richtung) kreuzen sich hier.
Südlich von Graiguenamanagh liegt der 515 m hohe Brandon Hill. Auf der anderen Flussseite erstrecken sich die Blackstairs Mountains Richtung Norden; der höchste Punkt ist dort Mount Leinster mit 795 m.

## Tinnahinch
Zur Stadt gehört auch das Townland Tinnahinch (irisch Tigh na hInse, „Haus der Insel“), das im County Carlow liegt und über eine Brücke mit Graiguenamanagh verbunden ist. Deshalb wird der Ort auch gelegentlich als Graiguenamanagh–Tinnahinch bezeichnet.

## Sehenswürdigkeiten
- Neben Duiske Abbey, das heute als Kirche genutzt wird, befinden sich auf deren Gelände auch zwei Hochkreuze.
- Vier km nördlich ist das aus drei unterschiedlichen Teilen zusammengestellte Hochkreuz von Ullard.[3]
- Zehn km südlich befinden sich in St. Mullin’s die Überreste einer ehemaligen Klosteranlage mit Resten eines Hochkreuzes und eines Rundturms sowie eine von den Normannen im 12. oder 13. Jahrhundert erbaute Motte.
- Die Brücke, die Graiguenamanagh mit Tinnahinch verbindet, stammt aus der zweiten Hälfte der 18. Jahrhunderts. Sie hat sieben Bögen.[4]
- Tinnahinch Castle ist die Ruine eines Tower Houses von 1615.

## Persönlichkeiten
- Ann Phelan (* 1961), Politikerin (Irish Labour Party)